# Picnic (曲)
「picnic」（ピクニック）は、rumania montevideoの3枚目のシングル。

## 内容
中部日本放送制作・TBS系『モンスターファーム〜円盤石の秘密〜』の中期オープニングテーマ。前作の「デジタルミュージックパワー」が同アニメの中期エンディングテーマということもあり、それまでのリリース間隔では最も短い。

## 収録曲
（全作詞：三好真美、作曲：三好誠）
1. picnic
編曲：三好誠・古井弘人
  - インディーズミニアルバム『jet plane』に収録されている「picnic」の日本語ヴァージョン。
2. DOOR
編曲：三好誠
3. さよならしたあの日から
編曲：三好誠
4. picnic (instrumental)

## レコーディング参加
- 古井弘人（GARNET CROW） - キーボード
- 宇徳敬子 - コーラス